# トン・タット・クアン
トン・タット・クアン、（尊室広、ベトナム語：Tôn Thất Quảng / 尊室廣、嗣徳35年（1883年） - 1972年）は、阮朝ダイナムの宗室、官吏。

## 生涯
若い頃からアンナン駐留長官の秘書を受け持っていた。啓定元年（1916年）に工部侍郎に就任し、啓定3年（1918年）にはクアンナム省の布政使に昇進した。啓定8年正月（1923年2月）にはハティン省の布政使に転任した。保大元年（1926年）にはビントゥアン省の巡撫に、保大4年（1929年）にはトゥアティエン府府尹に昇進した。同年末にはタイ・ヴァン・トアンに替わってタインホア総督に就任した。保大8年閏5月30日（1933年7月22日）、タイ・ヴァン・トアンに替わって、礼儀部及び工作部尚書に充てがわれ、機密院大臣に就任し、後に協弁大学士に任じられた。保大17年3月28日（1942年5月12日）に退官し、加えてアン・ラン・ナム（ベトナム語：An Lãng Nam / 安浪男）に封じられ、タインホア総督であるグエン・フック・ウン・イーから礼儀部及び工作部尚書の職を引き継いだ。
ベトナム国の後期においては、尊人府大臣を兼ねて代行するとともに、グエン朝旧皇室の族長も務めた。

## 子女
子のトン・タット・ティエンはベトナム共和国政府の情報部長（大臣・閣僚）を務めた。